# Na Líchách
Na Líchách je přírodní památka poblíž obce Mokrá-Horákov, na katastru obce Tvarožná v okrese Brno-venkov. Jedná se o fragment teplomilné doubravy převážně výmladkového původu se zachovalým bylinným patrem a výskytem několika významných druhů rostlin a živočichů v lesích východně od Mokré, uprostřed evropsky významné lokality Sivický les. Vyhlášena byla Krajským úřadem Jihomoravského kraje ke dni 1. října 2018.